# Pont sur le Duman
Le pont sur le Duman est situé en Bosnie-Herzégovine, sur le territoire de la ville de Livno et dans la municipalité de Livno. Construit à la fin du XVIIe siècle ou au début du XVIIIe siècle, il est inscrit sur la liste des monuments nationaux Bosnie-Herzégovine.

## Localisation
Duman est le nom porté par la source de la rivière Bistrica à Livno.